# Libertyville (Illinois)
Libertyville è un comune degli Stati Uniti d'America, situato in Illinois, nella contea di Lake.
Secondo il censimento del 2014 la popolazione è di 20.512 abitanti, con 5.451 famiglie che risiedono nel comune. La suddivisione razziale è così suddivisa: 92% bianchi, 5% asiatici, 1% afro-americani, 0,1% indiani d'america. La restante parte percentuale, sempre secondo il censimento, è composta da razze miste. 

## Storia
L'area dove oggi sorge la cittadina di Libertyville apparteneva agli indiani della tribù di Potawatomi. Nell'agosto del 1829, a seguito di una crescente crisi economica e di pressioni esterne, buona parte delle terre furono vendute dalla tribù al Governo degli Stati Uniti d'America per la somma di 24.000$, di cui 12.000$ in lingotti d'oro. 
Il signor George Vardin fu il primo residente di Libertyville di origine non indiana. 
Il primo nome della città fu Independent Grove, scelto dai cittadini allora residenti nel 1836, durante le celebrazioni del 60º anniversario della Dichiarazione di Indipendenza degli Stati Uniti. Il nome Libertyville fu dato solo nel 1841.

## Collegamenti esterni

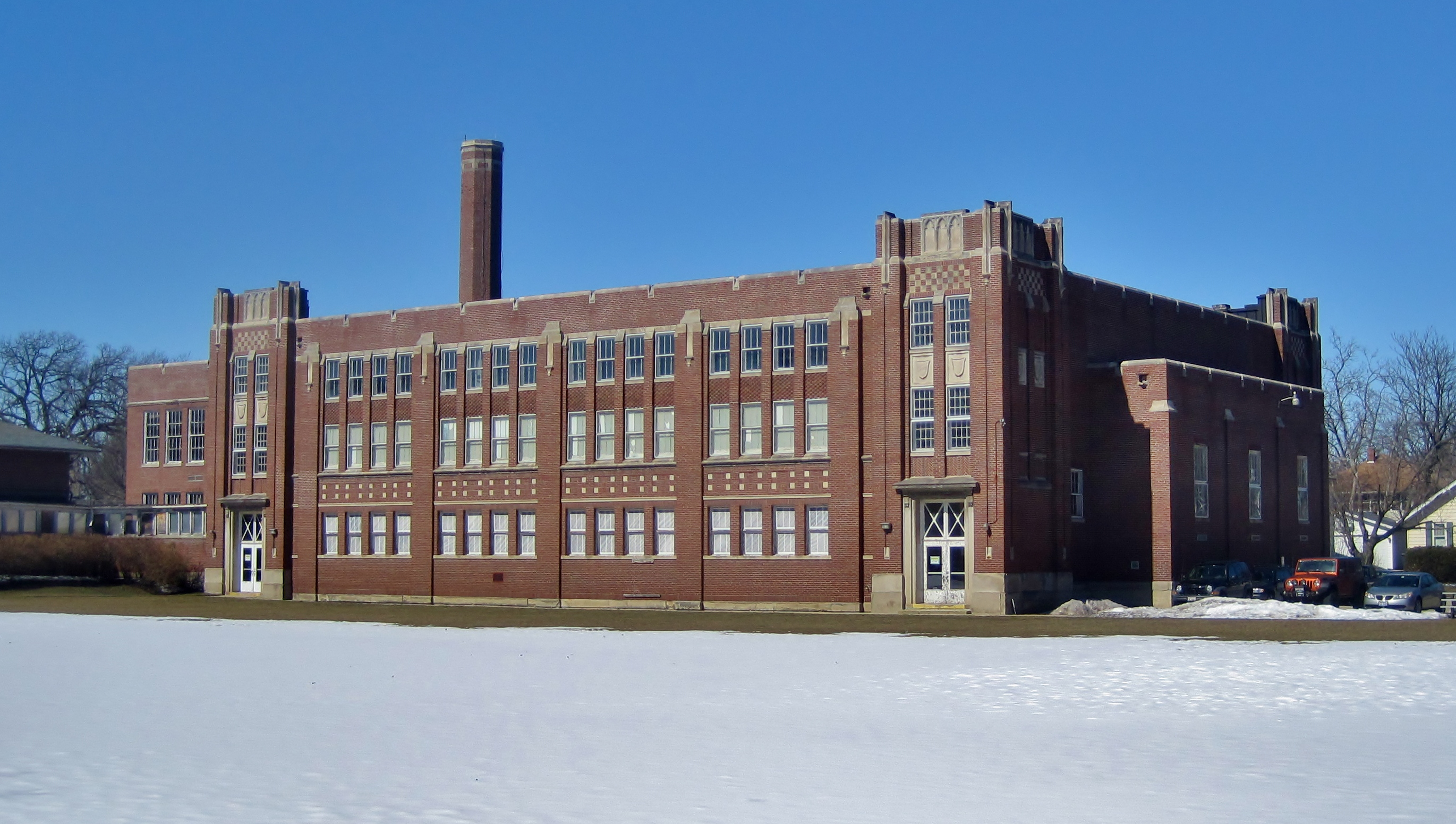